# Charada internacional
Charada internacional (en italiano: Tiffany memorandum, en francés: Coup de force à Berlin, en alemán: Komm Gorilla, schlag zu!) es una película de espionaje de 1967 dirigida por Sergio Grieco. Se trata de una coproducción internacional entre Italia, Francia y Alemania Occidental. La película está ambientada en Berlín.

## Argumento
Dick Hallam, periodista neoyorquino y testigo del asesinato de un político sudamericano, sigue al chófer del difunto mientras parte hacia Berlín acompañado de una bella mujer. Dick lo sigue y, de paso, se hace con un reloj que interesa a varias personas sospechosas y sirve de cebo para la CIA. Con la ayuda de una encantadora colega francesa, finalmente descubre que el reloj contiene un valioso microfilm y que los malos no son quienes parecen.

## Reparto
- Ken Clark: Dick Hallam.
- Irina Demick: Sylvie Meynard.
- Luigi Vannucchi: Inspector Brooke / Miguel de Peralta.
- Loredana Nusciak: Madame Tiffany.
- Grégoire Aslan: La Sombra.
- Jacques Berthier: Coronel Callaghan.
- Carlo Hintermann: secuestrador agente de La Sombra.
- Michel Bardinet: Francisco Aguirre.
- Angelo Infanti: Pablo Almereyda / Max Schultz.
- Giampiero Albertini: el falso doctor.
- Franco Giornelli: un agente.
- Valentino Macchi: un agente disfrazado de enfermera.
- Andrea Scotti: un agente (bajo el nombre de «Andrew Scott»).
- Solvi Stubing: la empleada del hotel.
- Loris Bazzocchi: Hermann (bajo el nombre de «Loris Barton»).
- Piero Palermini: el gerente del hotel (sin acreditar).
- Tom Felleghy: el maestro de Baunkucken (sin acreditar).
- Dario De Grassi: un compañero de Brooke.
- Antonio Marsina: un compañero de Brooke.
- Mirella Pamphili

## Producción
Los exteriores fueron filmados en París y especialmente en Berlín donde, como indica su título en francés, transcurre la mayor parte de la película. Los interiores fueron filmados en el estudio de Cinecittà.